# Cheloniidae
Cheloniidae este o familie de broaște țestoase.